# Semitrivia hallucinata
Semitrivia hallucinata is een slakkensoort uit de familie van de Triviidae. De wetenschappelijke naam van de soort is voor het eerst geldig gepubliceerd in 1984 door Liltved.